# The Killing (Fernsehserie)
The Killing ist eine US-amerikanische Krimiserie, die von 2010 bis 2014 als Neuverfilmung der dänischen Krimiserie Kommissarin Lund – Das Verbrechen produziert wurde.

## Handlung
Die Handlung spielt in Seattle im US-Bundesstaat Washington. In der ersten und der zweiten Staffel entspricht jede Folge etwa 24 Stunden. In der dritten und vierten Staffel gibt es auch größere Zeitspannen zwischen den einzelnen Folgen.

### Staffel 1
Die erste Staffel beschäftigt sich mit den Untersuchungen und der Aufklärung am Mord des jungen Mädchens Rosie Larsen. Verschiedene Handlungsstränge zeigen zum einen die Ermittlungen von Detective Linden und ihrem Partner Detective Holder, zum anderen die Familie, die lernen muss, mit dem Verlust der Tochter umzugehen; sowie den Wahlkampf ums Bürgermeisteramt, der ins Stocken gerät. Dabei sind die Handlungen und die Charaktere größtenteils miteinander verknüpft.

### Staffel 2
Die zweite Staffel führt die Ermittlungen zur Aufklärung des Rosie-Larsen-Mordes fort. Dabei werden weitere Geheimnisse der Familie Larsen offengelegt und die Machenschaften zwischen dem Bürgermeisterwahlkampf, der Politik und dem Seattle Police Department aufgedeckt. Am Ende der Staffel werden Rosie Larsens Mörder und weitere involvierte Beteiligte aufgedeckt.

### Staffel 3
Staffel 3 spielt ein Jahr nach dem Larsen-Fall. Detective Holder entdeckt an einer ermordeten Ausreißerin verschiedene Ähnlichkeiten zu einem von Lindens vergangenen Mordfällen. Obwohl schon jemand als Täter gefasst und verurteilt wurde, scheint der wahre Täter noch aktiv zu sein. Linden, die mittlerweile nicht mehr bei der Mordkommission tätig ist, kehrt zurück, um zusammen mit Holder den Fall aufzudecken.

### Staffel 4
Staffel 4 schließt an das Ende der dritten Staffel an. Nachdem Linden und Holder versuchen, den Mord an Lieutenant Skinner zu vertuschen, müssen beide in einem Mord an einer vierköpfigen Familie ermitteln, bei dem der einzige Überlebende, der Sohn, ein Kadett an einer privaten Militärakademie ist. Währenddessen untersucht Detective Reddick das Verschwinden von Skinner und kommt den beiden auf die Schliche.

## Produktion
Nachdem AMC im Januar 2010 einen Pilotfilm bestellt hatte, erfolgte im August 2010 die Bestellung einer kompletten Staffel mit 13 Episoden. Die Produktion der Pilotfolge begann am 2. Dezember 2010 und wurde in Vancouver, British Columbia in Kanada gedreht. Geschrieben und produziert wurde sie von Veena Sud, während die Regie Patty Jenkins übernahm. Im Juni 2011 wurde bekannt, dass AMC aufgrund guter Einschaltquoten eine ebenfalls 13 Folgen umfassende zweite Staffel bestellt hat, deren Ausstrahlung ab dem 1. April 2012 erfolgte. Ende Juli 2012 sollte die Serie von AMC zunächst aufgrund nicht zufriedenstellender Einschaltquoten eingestellt werden.
Im November 2012 wurde bekannt, dass sich AMC und der Video-on-Demand-Anbieter Netflix in Verhandlungen über eine mögliche Beteiligung Netflix’ an den Produktionskosten für eine dritte Staffel befinden. Wenige Wochen später fingen die Drehbuchautoren der Serie mit den Arbeiten an einer dritten Staffel an, obwohl AMC bisher noch keine offizielle Meldung über eine weitere Staffel verlauten ließ. Noch während der Verhandlungen mit Netflix wurde bekannt gegeben, dass zwischen dem Produktionsstudio Fox Television Studios und dem Fernsehsender AMC eine Einigung erzielt wurde und die Serie doch für eine weitere Staffel verlängert werden solle, in der ein weiterer Fall gelöst werden soll. Die Produktionsarbeiten zu dieser Staffel begannen am 25. Februar 2013 in Vancouver. Die Ausstrahlung dieser Staffel war vom 2. Juni bis zum 4. August 2013 zu sehen.
Nach dieser Staffel wurde die Serie erneut eingestellt, bis Mitte November 2013 Netflix eine sechs Episoden umfassende vierte und letzte Staffel in Auftrag gab, welche am 1. August 2014 veröffentlicht wurde.

## Besetzung

### Hauptrollen
| Rollenname      | Schauspieler       | Hauptrolle (Folgen)  | Synchronsprecher                                          | Rollenbeschreibung                                           |
| --------------- | ------------------ | -------------------- | --------------------------------------------------------- | ------------------------------------------------------------ |
| Sarah Linden    | Mireille Enos      | 1.01–4.06            | Marie Bierstedt (Staffel 1–2) Maria Koschny (Staffel 3–4) | Leitender Detective bei der Mordkommission                   |
| Stephen Holder  | Joel Kinnaman      | 1.01–4.06            | Björn Schalla                                             | Sarahs Kollege bei der Mordkommission                        |
| Darren Richmond | Billy Campbell     | 1.01–2.13, 4.06      | Peter Flechtner                                           | Kandidat zur Wahl des Bürgermeisters von Seattle             |
| Stan Larsen     | Brent Sexton       | 1.01–2.13            | Detlef Bierstedt                                          | Rosies Vater                                                 |
| Mitch Larsen    | Michelle Forbes    | 1.01–2.13            | Andrea Aust                                               | Rosies Mutter                                                |
| Terry Marek     | Jamie Anne Allman  | 1.01–2.13            | Bianca Krahl                                              | Mitchs jüngere Schwester und Rosies Tante                    |
| Jamie Wright    | Eric Ladin         | 1.01–2.13            | Jan Makino                                                | Darrens Wahlkampfmanager                                     |
| Gwen Eaton      | Kristin Lehman     | 1.01–2.13            | Victoria Sturm                                            | Darrens Geliebte und Wahlkampfberaterin                      |
| Belko Royce     | Brendan Sexton III | 1.01–2.01, 2.05      | Olaf Reichmann                                            | Stans Arbeitskollege und enger Freund                        |
| James Skinner   | Elias Koteas       | 3.01–3.12            | Stephan Benson                                            | Lindens Ex-Detective-Partner und Leiter der Mordkommission   |
| Danette Lutz    | Amy Seimetz        | 3.01–3.12, 4.05-4.06 |                                                           | Mutter von Kallie Leeds                                      |
| Bullet          | Bex Taylor-Klaus   | 3.01–3.09            | Soraya Richter                                            | Straßenkind und enge Freundin von Kallie Leeds               |
| Lyric           | Julia Sarah Stone  | 3.01–3.12            | Marie Christin Morgenstern                                | Straßenkind und Freundin von Twitch                          |
| Twitch          | Max Fowler         | 3.01–3.12            |                                                           | Freund von Lyric                                             |
| Ray Seward      | Peter Sarsgaard    | 3.01–3.10            | Axel Malzacher                                            | Häftling im Todestrakt, der auf seine Hinrichtung wartet     |
| Francis Becker  | Hugh Dillon        | 3.01–3.11            | Thomas Nero Wolff                                         | Gefängniswärter im Todestrakt                                |
| Evan Henderson  | Aaron Douglas      | 3.01–3.11            |                                                           | Gefängniswärter im Todestrakt und Kollege von Francis Becker |
| Carl Reddick    | Gregg Henry        | 3.01–4.06            | Ronald Nitschke                                           | Detective der Mordkommission                                 |
| Margaret Rayne  | Joan Allen         | 4.01–4.06            | Liane Rudolph                                             | Leiterin der privaten Militärakademie                        |
| Kyle Stansbury  | Tyler Ross         | 4.01–4.06            | Constantin von Jascheroff                                 | Kadett der Militärakademie                                   |
| Lincoln Knopf   | Sterling Beaumon   | 4.01–4.06            |                                                           | Kadett der Militärakademie                                   |
| Rosie Larsen    | Katie Findlay      |                      | Luisa Wietzorek                                           | Das Mordopfer                                                |

Anmerkungen
1. ↑  Wird lediglich in den Folgen 3.10–3.12 im Vorspann genannt
2. ↑  Wird lediglich in den Folgen 3.11–3.12 im Vorspann genannt
3. 1 2  Wird lediglich in der Folge 3.12 im Vorspann genannt

## Trivia
Die Schauspielerin Sofie Gråbøl, die ermittelnde Kommissarin aus der ursprünglichen Serie Kommissarin Lund – Das Verbrechen, hat einen Gastauftritt als Staatsanwältin Christina Nielsen.

## Ausstrahlung
Die Pilotfolge hatte nach The Walking Dead die zweithöchsten Einschaltquoten des Senders AMC. So sahen die erste Episode 2,7 Mio. Menschen, Wiederholungen eingerechnet insgesamt 4,6 Mio. Zuschauer. Die Fernsehpremiere auf dem britischen Sender Channel 4 wurde ebenfalls von 2,2 Mio. Zuschauern gesehen. Die Ausstrahlung der zweiten Staffel begann am 1. April 2012 und endete am 17. Juni 2012. Die Ausstrahlung der dritten Staffel lief vom 2. Juni bis zum 4. August 2013. Die sechs Folgen der vierten und letzten Staffel veröffentlichte der Video-on-Demand-Anbieter Netflix am 1. August 2014.
Die deutsche Erstausstrahlung der ersten Staffel wurde zwischen dem 1. März 2013 und dem 24. Mai 2013 auf dem Pay-TV-Sender RTL Crime gesendet. Die zweite Staffel lief vom 31. Mai bis zum 23. August 2013 ebenfalls bei RTL Crime. Der Video-on-Demand-Anbieter Netflix veröffentlichte die dritte und vierte Staffel am 16. September 2014.

## DVD- und Blu-ray-Veröffentlichung
Vereinigte Staaten
- Staffel 1 erschien am 13. März 2012
- Staffel 2 erschien am 2. April 2013
- Staffel 3 erschien am 3. Juni 2014
- Staffel 4 erschien am 4. August 2015

Großbritannien
- Staffel 1 erschien am 26. September 2011
- Staffel 2 und 3 erschienen am 27. Oktober 2014
- Staffel 4 erschien am 31. August 2015

Deutschland
- Staffel 1 erschien am 11. September 2014
- Staffel 2 erschien am 9. Oktober 2014
- Staffel 3 erschien am 16. Juli 2015
- Staffel 4 erschien am 1. Oktober 2015